# 반디에라 로사
반디에라 로사(Bandiera Rossa, 붉은 깃발)는 이탈리아의 노동요, 혁명가요이다. 1908년 카를로 투지가 작사하였고, 롬바르디아의 민속음악에서 멜로디를 따왔다.
공산주의, 사회주의 운동에서 많이 불리며 많은 언어로 번안되었고, 많은 변형이 존재한다.

## 가사
| 1절: Avanti o popolo, alla riscossa, Bandiera rossa, Bandiera rossa. Avanti o popolo, alla riscossa, Bandiera rossa trionferà. 후렴: Bandiera rossa la trionferà Evviva il comunismo e la libertà. | 한국어 번역: 사람들이여 앞으로 나가자 구원을 향해, 붉은 깃발이여! 붉은 깃발이여! 사람들이여 앞으로 나가자 구원을 향해 붉은 깃발은 승리할 것이다. 공산주의여 자유여 영원하라! |

## 같이 보기
- 인터내셔널 (노래)